# Síntese total
Síntese total define o conjunto de processos de síntese química em que partindo-se de moléculas não biológicas (sem fontes de seres vivos), como derivados de petróleo e carvão, e até inorgânicas, chegando-se a moléculas extremamente complexas.
Em outras palavras, também pode ser definida como a completa síntese de moléculas orgânicas complexas a partir de peças mais simples, sem a colaboração de processos biológicos.
Algumas destas sínteses são viáveis economicamente, outras não, como o são, respectivamente, a síntese do ácido lisérgico e a da cocaína.
Na prática, estas peças mais simples são comercialmente disponíveis em escalas grandes e pequenas, e são frequentemente precursores oriundos da petroquímica e da destilação da hulha. Algumas vezes, produtos de escala industrial massiva de produção (e.g. açúcares) são usados como matérias primas de partida para tais processos e se admite que estes podem ou não ser produzidos a partir de seus mais simples elementos constituintes. As moléculas objetivo (aquelas que pretende-se no final do processo obter) podem ser produtos naturais, ingredientes ativos medicamente, ou compostos orgânicos de interesse teórico em química ou biologia. Uma nova rota (marcha de diversos passos) para síntese é desenvolvida no curso da pesquisa, e a rota pode ser a primeira a ser desenvolvida para a substância.
Um dos primeiros casos de síntese total partindo-se inclusive de substâncias inorgânicas foi a síntese da ureia, em 1828, por Friedrich Wöhler.